# Alejandro Sanz Benejam

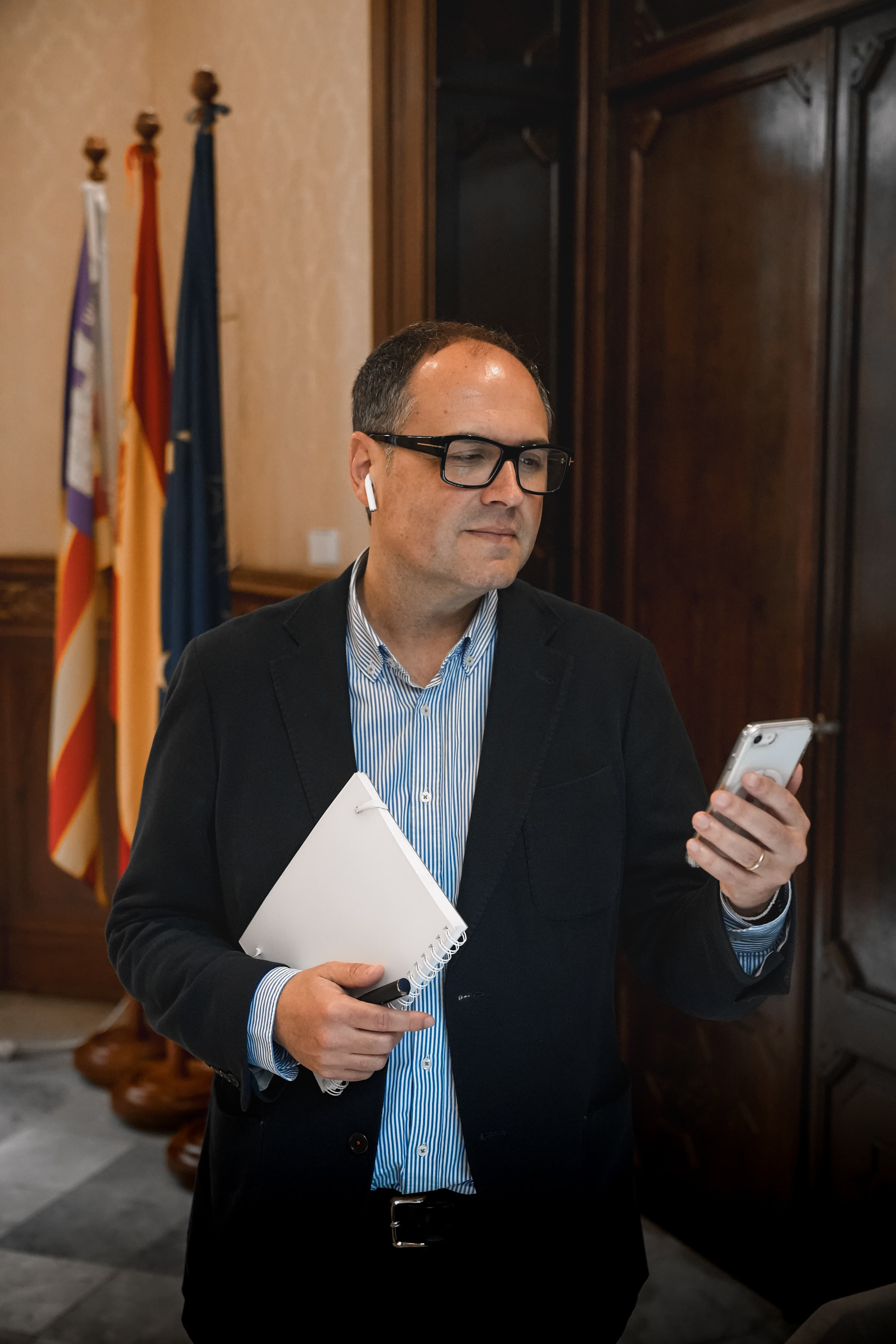
Alejandro Sanz Benejam

Alejandro Sanz Benejam (Maó, 14 de gener de 1980) és un polític menorquí, que va ser diputat al parlament de les Illes Balears en la VIII legislatura. Actualment és el Cap de Gabinet del Vicepresident i Conseller d’Economia, Hisenda i Innovació del Govern Balear, Antoni Costa Costa.

## Biografia
Ha exercit com assistent local del Parlament Europeu (2019-2022), així com a assessor parlamentari adscrit al senador autonòmic de les Illes Balears (2015-2019). Ha estat col·laborador en diferents tertúlies sobre actualitat política en diverses emissores de ràdio de Menorca. En els darrers anys, ha participat amb un espai propi setmanal a EsRadio 97.1 Mallorca, i ha col·laborat en diferents mitjans de premsa escrita com Ok Diario.
Fou elegit diputat a les eleccions al Parlament de les Illes Balears de 2011 De 2011 a 2015 ha estat membre de la Junta de Portaveus del Parlament de les Illes Balears. i ha estat president de la Comissió d'Afers Institucionals i Generals del Parlament Balear.
Ha estat secretari de joventut del Partit Popular de les Illes Balears i després de les eleccions municipals espanyoles de 2011 fou nomenat tinent d'alcalde de comerç, turisme i indústria de Maó. De 2005 a 2011 treballà com a administratiu per al grup parlamentari del Partit Popular, i de 2000 a 2008 ha estat president de la secció menorquina de Nuevas Generaciones. A les eleccions municipals espanyoles de 2003 fou escollit regidor de l'ajuntament de Maó.